# Wiederaufnahme (Theater)
Eine Wiederaufnahme beim Theater ist eine neue Aufführungsserie einer Inszenierung nach längerer Unterbrechung. Im Unterschied zur Neuinszenierung übernimmt die Wiederaufnahme die Dekorationen, Kostüme und das Regiekonzept einer älteren Inszenierung. Wiederaufnahmen gibt es häufig an Theatern mit Repertoiresystem. 
Wiederaufnahmen können vor allem im Musiktheater auch mit neuer Rollenbesetzung geschehen. Dazu sind längere Wiederaufnahmeproben erforderlich, die manchmal nur von den Regieassistenten geleitet werden (der Regisseur ist unter Umständen schon gestorben wie bei den Inszenierungen Herbert von Karajans im Repertoire der Wiener Staatsoper).